# Platylomalus ceylanicus
Platylomalus ceylanicus är en skalbaggsart som först beskrevs av Victor Ivanovitsch Motschulsky 1863.  Platylomalus ceylanicus ingår i släktet Platylomalus och familjen stumpbaggar. Inga underarter finns listade i Catalogue of Life.